# テキサスマウンテンローレル
テキサスマウンテンローレルは、日本のお笑いコンビ。吉本興業所属。

## メンバー
おの さとし（本名：小野 聡士、1995年4月28日（30歳） - ）
兵庫県出身。身長163 cm、体重60 kg。血液型はO型。
兵庫県立明石北高等学校自然科学科卒業。
趣味はトレーディングカードゲーム、特技は竹馬。

牧野 晃歩（まきの あきほ、1997年12月16日（27歳） - ）
愛知県出身。身長173 cm、体重63 kg。血液型はO型。
趣味は格闘技・プロ野球観戦、特技はサッカーと海苔の養殖。

## 来歴
NSC大阪校43期出身で、佐賀大学サッカー部の先輩後輩によるコンビ。2軍のベンチでふざけあっていた程の仲で、先輩のおのが卒業後にNSC以外の養成所へ入ったもののイマイチ芽が出ずくすぶっていた。その時に大学を卒業した後輩の牧野がおのに声をかけ、NSCへ入学した。
卒業ライブでは1位となり、首席で卒業を果たした。MCを務めたヤナギブソン（ザ・プラン9）からは「コンビ名の覚えにくさ以外は完璧」と太鼓判を押される。

## 芸風
コントと漫才両方を演じる。『キングオブコント』2023年大会では準々決勝進出。M-1グランプリ2024では3回戦進出。
2人ともボケ志望であるため、ネタをする際はWボケのスタイルか、もしくはじゃんけんでどちらがツッコミをやるか決めている。

## 出演
- おいでやす小田のおメガネ（読売テレビ）
- 特盛!よしもと 今田・八光のおしゃべりジャングル（読売テレビ）[3]
- あらびき団2021（TBSテレビ）[10]